# Rondeletia lindeniana
Rondeletia lindeniana är en måreväxtart som beskrevs av Achille Richard. Rondeletia lindeniana ingår i släktet Rondeletia och familjen måreväxter. Inga underarter finns listade i Catalogue of Life.